# Assedio di Maastricht (1748)
L'assedio di Maastricht del 1748 è un episodio della guerra di successione austriaca. L'esercito francese, sotto il comando di Maurizio di Sassonia conquistò la città di Maastricht dopo circa un mese di assedio (dall'aprile al maggio 1748).
A seguito del Trattato di Aquisgrana del 1748 Maastricht, assieme alle altri territori dei Paesi Bassi austriaci conquistati dalla Francia, venne restituita ai Paesi Bassi.